# Fautrix
Fautrix là một chi ốc biển, là động vật thân mềm chân bụng sống ở biển trong họ Calliostomatidae.

## Các loài
Các loài trong chi Fautrix gồm có:
- Fautrix aquilonia Marshall, 1995[2]
- Fautrix candida Marshall, 1995[3]